# Fitz and The Tantrums

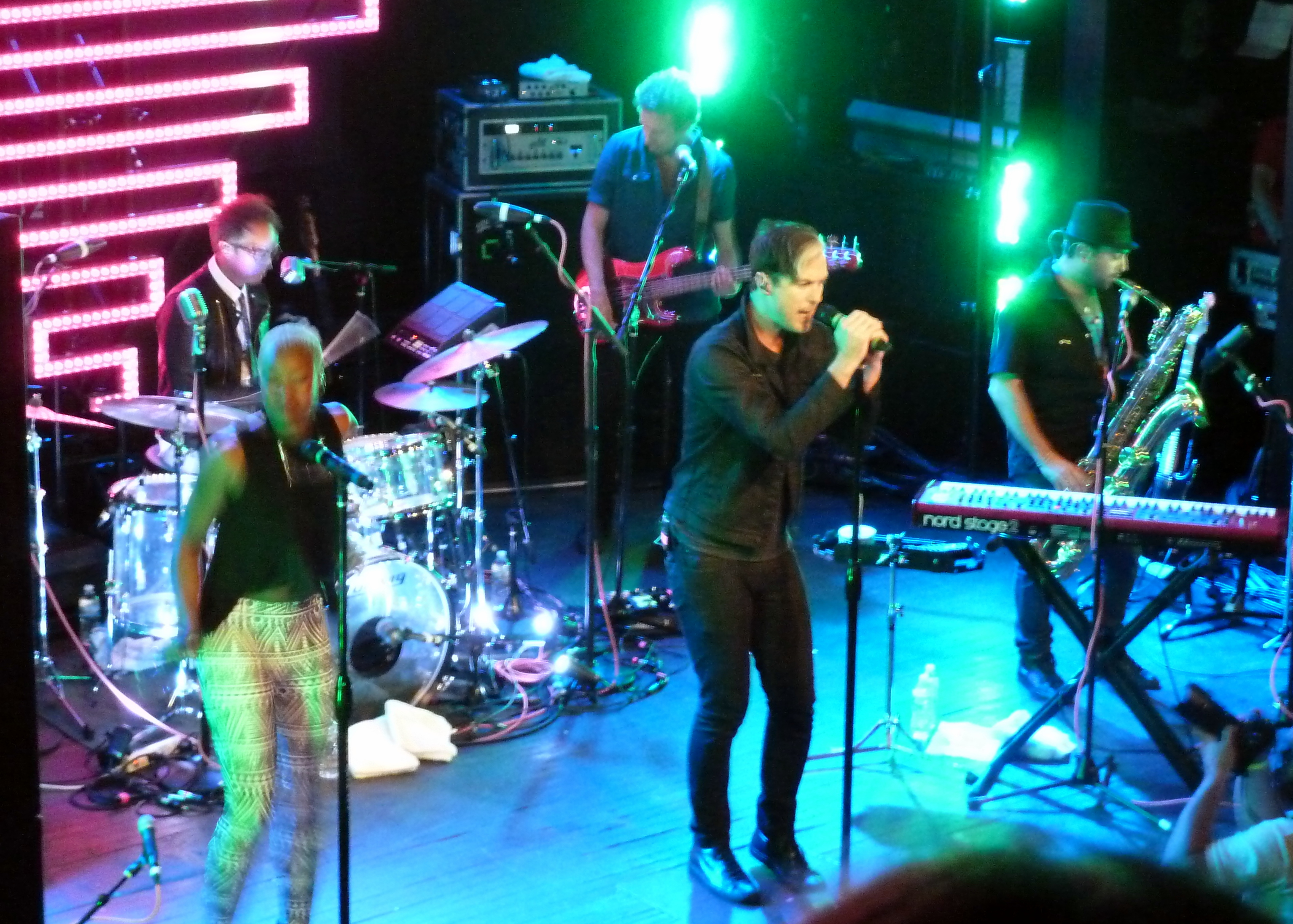
Гурт у 2013 році.

Fitz and the Tantrums — американський інді-поп/неосоул-гурт із Каліфорнії, США.

## Склад
- Майкл Фіцпатрік — вокал, клавішні;
- Ноелл Скегс — вокал, перкусія;
- Джозеф Карнс — бас-гітара;
- Джеймс Кінг — саксофон, флейта, клавішні, перкусія, гітара;
- Джеремі Русумна — клавішні;
- Джон Вікс — ударні, перкусія.

## Історія створення
Гурт був створений Майклом Фіцпатріком у 2008 році.

## Дискографія гурту
- Pickin' Up the Pieces — 24 серпня 2010 року
- More Than Just a Dream — 7 травня 2013 року
- Fitz and the Tantrums — 10 червня 2016 року